# Felicity: An American Girl Adventure
Felicity: An American Girl Adventure is een film uit 2005 onder regie van Nadia Tass.

## Verhaal
Felicity droomt van een avontuurlijk leven, maar moet binnen blijven en zich als een dame gedragen. Wanneer ze een merrie ontmoet, wordt haar droom om een leven te leiden in de buitenlucht, voortgezet.

## Rolverdeling
| Acteur              | Personage         |
| ------------------- | ----------------- |
| Shailene Woodley    | Felicity Merriman |
| Marcia Gay Harden   | Mevrouw Merriman  |
| David Gardner       | Grootvader        |
| Lynne Griffin       | Lady Templeton    |
| Katie Henney        | Elizabeth Cole    |
| Juliet Holland-Rose | Annabelle Cole    |
| Kevin Zegers        | Ben Davidson      |